# تفجيرات بيروت (1983)
في 23 أكتوبر 1983، وقع تفجير لشاحنتين مفخختين في مبانٍ في بيروت، لبنان، كانا يأويان جنودًا أمريكيين وفرنسيين من القوة متعددة الجنسيات في لبنان، وهي بعثة لحفظ السلام العسكري خلال الحرب الأهلية اللبنانية. أسفر الهجوم عن مقتل 307 أشخاص: 241 أمريكيًا و58 فرنسيًا من العسكريين، بالإضافة إلى ستة مدنيين واثنين من المهاجمين.
في صباح ذلك اليوم الأحد، فجر انتحاري أول شاحنة مفخخة في المبنى الذي كان يُستخدم كثكنة للكتيبة الأولى من فوج المارينز الثامن التابع لفرقة المارينز الثانية، أسفر عن مقتل 220 من مشاة البحرية و18 بحارًا وثلاثة جنود، مما جعل هذا اليوم أكثر الأيام دموية للقوات الأمريكية منذ معركة إيوو جيما في الحرب العالمية الثانية، وأشد الأيام دموية للقوات المسلحة الأمريكية منذ بداية هجوم تيت في حرب فيتنام. كما أصيب 128 أمريكيًا آخر في الانفجار، توفي 13 منهم لاحقًا متأثرين بجراحهم. وقُتل في التفجير رجل لبناني مسن كان يعمل حارسًا أو بائعًا في كشك مجاور للمبنى. قدرت المتفجرات المستخدمة بما يعادل 12,000 رطل (5,400 كجم) من مادة الـ تي إن تي.
بعد دقائق، فجر انتحاري آخر شاحنة مفخخة في مبنى دراكار المكون من تسعة طوابق، على بُعد بضعة كيلومترات، حيث كانت القوات الفرنسية متمركزة. قُتل 55 مظليًا من فوج القناصة المظليين الأول وثلاثة آخرين من فوج القناصة المظليين التاسع، وأصيب 15 شخصًا آخر. كانت هذه أكبر خسارة عسكرية فرنسية منفردة منذ نهاية حرب الجزائر. كما قُتلت زوجة وأربعة أطفال لعامل نظافة لبناني في المبنى الفرنسي، وأصيب أكثر من عشرين مدنيًا لبنانيًا آخر.
أعلنت مجموعة تُسمى "الجهاد الإسلامي" مسؤوليتها عن التفجيرات، مؤكدة أن الهدف كان إجبار القوة متعددة الجنسيات على الخروج من لبنان. وفقًا لكاسبر واينبرغر وزير الدفاع الأمريكي آنذاك، لا توجد معلومات دقيقة حول من قام بالتفجير. تشير بعض التحليلات إلى دور حزب الله وإيران، حيث وصفت العملية بأنها "إيرانية من الألف إلى الياء". لا يوجد اتفاق حول ما إذا كان حزب الله موجودًا في الوقت الذي وقع فيه التفجير. أدت الهجمات في النهاية إلى انسحاب قوة حفظ السلام الدولية من لبنان بعد انسحاب منظمة التحرير الفلسطينية عقب الغزو الإسرائيلي للبنان في عام 1982.
أفادت الأنباء في عام 2004 أن جماعة إيرانية تُدعى «لجنة إحياء ذكرى شهداء الحملة الإسلامية العالمية» أقامت نصباً تذكارياً في مقبرة بهشت الزهراء في طهران تخليداً لذكرى تفجيرات 1983 و «شهدائها».

## بيروت: حزيران 1982 حتى تشرين الأول 1983

### الجدول الزمني
- 6 يونيو 1982 - اسرائيل تقوم بعمل عسكري في جنوب لبنان: عملية «سلامة الجليل».
- 23 آب 1982 - انتخب بشير الجميل رئيساً للبنان.
- 25 أغسطس 1982 - نُشِرَت قوة متعددة الجنسيات قوامها حوالي 400 فرنسي و 800 جندي إيطالي و 800 من مشاة البحرية من الوحدة البحرية البرمائية 32d (MAU) في بيروت كجزء من قوة حفظ السلام للإشراف على إخلاء مقاتلي منظمة التحرير الفلسطينية.
- 10 سبتمبر 1982 - منظمة التحرير الفلسطينية تنسحب من بيروت تحت حماية القوة المتعددة الجنسيات. بعد ذلك، أمر رئيس الولايات المتحدة الوحدة 32د بالخروج من بيروت.
- 14 أيلول 1982- اغتيال الرئيس اللبناني بشير الجميل.
- من 16 سبتمبر إلى 18 سبتمبر 1982 - وقعت مذبحة صبرا وشاتيلا.
- 21 أيلول 1982- انتخب أمين الجميل شقيق بشير الجميل رئيساً للبنان.
- 29 سبتمبر 1982 - أُعيد نشر الوحدة العسكرية الموحدة 32د في بيروت (بشكل أساسي في مطار بيروت الدولي) لتنضم إلى 2200 جندي فرنسي وإيطالي من القوات المتعددة الجنسيات الموجودة بالفعل.
- 30 أكتوبر 1982 - اُسْتُبْدِلَت الوحدة العسكرية الموحدة 32د بالوحدة العسكرية الموحدة 24.
- 15 شباط 1983 - أُعيد تصميم الوحدة العسكرية الموحدة 32، الذي أُعيد تسميته بـ الوحدة العسكرية الموحدة 22د، وأُعيدت إلى لبنان لاستبدالها بالوحدة العسكرية الموحدة 24.
- 18 أبريل 1983 - أدى تفجير السفارة الأمريكية في بيروت إلى مقتل 63 شخصًا بينهم 17 أمريكيًا.
- 17 مايو 1983 - وُقِّع على اتفاقية 17 مايو.
- 30 مايو 1983 - حلت الوحدة العسكرية الموحدة 24 محل الوحدة العسكرية الموحدة 22د.[15]

### المهمة
في 6 يونيو 1982، شنت قوات الدفاع الإسرائيلية عملية "السلام للجليل"، حيث غزت لبنان بهدف إقامة منطقة عازلة بعمق 40 كيلومترًا تفصل بين قوات منظمة التحرير الفلسطينية والقوات السورية من جهة، وإسرائيل من جهة أخرى. حظي هذا الغزو بموافقة ضمنية من الولايات المتحدة، التي زودت إسرائيل علنًا بالأسلحة والمعدات العسكرية. غير أن هذا الدعم الأمريكي، إلى جانب مساندتها للرئيس اللبناني بشير الجميل والقوات المسلحة اللبنانية، أثار استياء قطاعات واسعة من اللبنانيين.
كان بشير الجميل رغم انتخابه رئيسًا بشكل قانوني شخصية مثيرة للجدل، حيث كان مسيحيًا مارونيًا معروفًا بميوله المتحيزة وعلاقاته السرية بإسرائيل، مما زاد من حالة التوتر بين المجتمعات المسلمة والدرزية في لبنان. تفاقم هذا التوتر بسبب ميليشيا الكتائب، وهي قوة يمينية مارونية مرتبطة ارتباطًا وثيقًا بالرئيس الجميل، وكانت مسؤولة عن عدة هجمات دموية استهدفت المسلمين والدروز، بالإضافة إلى ارتكابها مجازر مروعة في مخيمي صبرا وشاتيلا عام 1982، بينما كانت القوات الإسرائيلية تفرض طوقًا أمنيًا حول المنطقة وتراقب الأحداث.
وقعت مجازر صبرا وشاتيلا كرد فعل مزعوم على اغتيال بشير الجميل في 14 سبتمبر 1982. بعد مقتله، تولى شقيقه أمين الجميل منصب الرئاسة، حيث واصل تمثيل المصالح المارونية وتعزيز نفوذها في المشهد السياسي اللبناني.
وفقًا لمراسل الشؤون الخارجية البريطاني روبرت فيسك، أسفر هذا الوضع عن تزايد مشاعر العداء تجاه قوات حفظ السلام متعددة الجنسيات، خاصة بين المسلمين اللبنانيين، وخصوصًا الشيعة الذين يعيشون في الأحياء الفقيرة في بيروت الغربية. كان يُنظر إلى القوات متعددة الجنسيات، ولا سيما الأمريكيين، على أنها منحازة بشكل غير عادل لصالح المسيحيين الموارنة في محاولاتهم للسيطرة على لبنان. وقد أدى ذلك إلى إطلاق الفصائل المسلمة نيران المدفعية والهاون والأسلحة الصغيرة تجاه قوات حفظ السلام. ومع اتباع قواعد الاشتباك في وقت السلم، كانت قوات حفظ السلام متعددة الجنسيات، وخاصة القوات الأمريكية والفرنسية، تستخدم الحد الأدنى من القوة الممكنة لتفادي الإضرار بمكانتهم كقوات محايدة. وحتى 23 أكتوبر 1983، كان قد تم إصدار عشرة توجيهات لكل فرد من أفراد مشاة البحرية الأمريكية في قوات حفظ السلام متعددة الجنسيات:
- عند التواجد في نقطة مراقبة أو أثناء دورية متحركة أو راجلة، يجب أن يكون السلاح في حالة أمان، مع إبقاء السبطانة مغلقة والمخزن محمل ولكن بدون طلقة في غرفة الإطلاق.
- لا تضع طلقة في غرفة الإطلاق إلا إذا تلقيت تعليمات بذلك من الضابط المفوض، ما لم تكن في موقف يتطلب تصرفًا فوريًا للدفاع عن النفس، حيث يكون استخدام القوة المميتة مسموحًا.
- احتفظ بالذخيرة للأسلحة التي يخدمها الطاقم جاهزة ولكن دون تعبتها في السلاح، ويجب أن تبقى الأسلحة في وضع الأمان في جميع الأوقات.
- اطلب الدعم من القوات المحلية في حالة الحاجة للدفاع عن النفس وأبلغ المقر الرئيسي.
- استخدم الحد الأدنى من القوة اللازم لإتمام المهمة.
- توقف عن استخدام القوة فورًا عندما لا يكون هناك حاجة لها لإتمام المهمة.
- في حال التعرض لنيران معادية فعالة، وجه نيرانك إلى مصدرها، وإذا كان ذلك ممكنًا، استخدم القناصة الصديقة.
- احترم ممتلكات المدنيين ولا تهاجمها إلا إذا كان ذلك ضروريًا للغاية لحماية القوات الصديقة.
- حافظ على سلامة المدنيين الأبرياء.
- احترم واحمِ الوكالات الطبية المعترف بها مثل الصليب الأحمر والهلال الأحمر وغيرها.

في صباح 23 أكتوبر 1983، كان حراس المحيط في مقر مشاة البحرية الأمريكية ملتزمين تمامًا بالقواعد 1-3، مما حال دون قدرتهم على إطلاق النار بسرعة كافية لتعطيل أو إيقاف المفجر.
في عام 1982، أسست جمهورية إيران الإسلامية قاعدة في وادي البقاع، الذي كان خاضعًا للسيطرة السورية في لبنان. ومن هناك، قام الحرس الثوري الإيراني بتأسيس وتمويل وتدريب حزب الله، الذي عمل كجيش بالوكالة لإيران. يعتقد بعض المحللين أن جمهورية إيران الإسلامية كانت متورطة بشدة في الهجمات بالقنابل، وأن أحد الأسباب الرئيسية وراء تنظيم الهجمات على الثكنات كان دعم الولايات المتحدة للعراق في الحرب الإيرانية العراقية، بالإضافة إلى تقديمها 2.5 مليار دولار كائتمان تجاري للعراق مع وقف شحنات الأسلحة إلى إيران.
قبل أسابيع من التفجير، حذرت إيران من أن تزويد أعدائها بالأسلحة سيؤدي إلى عقاب انتقامي. في 26 سبتمبر 1983، اعترضت وكالة الأمن القومي رسالة دبلوماسية من وكالة الاستخبارات الإيرانية، وزارة المعلومات والأمن، موجهة إلى السفير الإيراني في دمشق، علي أكبر محتشمي. وجهت الرسالة السفير باتخاذ "إجراء مثير ضد مشاة البحرية الأمريكية". لم يتم تمرير الرسالة المعترضة، المؤرخة في 26 سبتمبر، إلى مشاة البحرية إلا في 26 أكتوبر، أي بعد ثلاثة أيام من التفجير.
لم يُكشف للجمهور عن العديد من التفاصيل المتعلقة بالتورط الإيراني، مثل مادة رباعي نترات خماسي ايريثريتول التي يُزعم أن إيران قدمتها، أو اسم الانتحاري وجنسيته، إلا في محاكمة عام 2003 في قضية بيترسون وآخرين ضد جمهورية إيران الإسلامية وآخرين. كانت شهادة الأدميرال جيمس "آيس" ليون، من البحرية الأمريكية (متقاعد)، بالإضافة إلى إفادة محقق المتفجرات الجنائي داني أ. ديفينبو من مكتب التحقيقات الفيدرالي، وإفادة من عنصر في حزب الله يُدعى محمود (اسم مستعار)، ذات أهمية خاصة.

#### الحوادث
في 14 يوليو 1983، تعرضت دورية للجيش اللبناني لكمين من قبل عناصر الميليشيا الدرزية اللبنانية، وفي الفترة من 15 إلى 17 يوليو، اشتبكت القوات اللبنانية مع ميليشيا أمل الشيعية في بيروت بسبب نزاع تضمن إجلاء شيعة ساكنين بدون حق قانوني من مبنى مدرسة. في الوقت نفسه، تصاعدت حدة القتال في الشوف بين الجيش اللبناني والميليشيات الدرزية. في 22 يوليو، تعرض مطار بيروت الدولي (BIA)، مقر الوحدة البرمائية 24 البحرية الأمريكية (24 MAU)، للقصف بقذائف الهاون والمدفعية الدرزية، مما أدى إلى إصابة ثلاثة من مشاة البحرية الأمريكية وإغلاق مؤقت للمطار.
في 23 يوليو / تموز، أعلن وليد جنبلاط، زعيم الحزب التقدمي الاشتراكي ذي الأغلبية الدرزية، عن تشكيل «جبهة الإنقاذ الوطني» المدعومة من سوريا والمعارضة لاتفاق 17 مايو. تحسبا لانسحاب الجيش الإسرائيلي من منطقتي عليح والشوف، اشتد القتال بين الدروز والقوات المسلحة اللبنانية وبين الدروز والجيش اللبناني خلال شهر آب. أغلقت المدفعية الدرزية منطقة مطار بيروت الدولي بين 10 و 16 أغسطس، وأعلن الدروز معارضتهم صراحة لنشر القوات المسلحة اللبنانية في الشوف. كما اشتبك الجيش اللبناني مع ميليشيا أمل في الضواحي الغربية والجنوبية لبيروت.
مع تدهور الوضع الأمني، تعرضت المواقع الأمريكية في مطار بيروت الدولي لإطلاق نار متزايد. في 10 و 11 أغسطس / آب، سقط ما يقدر بخمسة وثلاثين طلقة من قذائف الهاون والصواريخ على مواقع أمريكية، مما أدى إلى إصابة أحد أفراد مشاة البحرية. في 28 أغسطس / آب، رداً على إطلاق قذائف الهاون والصواريخ بشكل مستمر على المواقع الأمريكية، ردت قوات حفظ السلام الأمريكية على إطلاق النار للمرة الأولى. في اليوم التالي، أسكتت المدفعية الأمريكية بطارية درزية بعد مقتل اثنين من مشاة البحرية في هجوم بقذائف الهاون. في 31 أغسطس / آب، اجتاحت القوات المسلحة اللبنانية الحي الشيعي في بيروت الغربية، وفرضت سيطرة مؤقتة على المنطقة.
في 4 سبتمبر، انسحب الجيش الإسرائيلي من منطقتي عليا وشوف، منسحباً إلى نهر الأولي. لم تكن القوات المسلحة اللبنانية مستعدة لملء الفراغ، وتحركت بدلاً من ذلك لاحتلال التقاطع الرئيسي في خلدة، جنوب مطار بيروت الدولي. في نفس اليوم، قُصِفَ مطار بيروت الدولي مرة أخرى، مما أسفر عن مقتل اثنين من مشاة البحرية وإصابة اثنين آخرين. لم يصدر أي انتقام بسبب قواعد الاشتباك. عندما تحركت القوات المسلحة اللبنانية ببطء باتجاه الشرق باتجاه سفوح الشوف، بدأ ورود تقارير عن المذابح التي ارتكبها المسيحيون والدروز على حدٍ سواء. في 5 سبتمبر / أيلول، قامت قوة درزية، يقال إن تعزيزها من قبل عناصر منظمة التحرير الفلسطينية، بدحر ميليشيا القوات المسلحة المسيحية في بحمدون وقضت على القوات اللبنانية كعنصر عسكري في منطقة عليا. أجبرت هذه الهزيمة الجيش اللبناني على احتلال سوق الغرب لتجنب التنازل عن جميع الأراضي المرتفعة المطلة على مطار بيروت الدولي للدروز. تعرضت المواقع الأمريكية مرة أخرى لهجمات نيران غير مباشرة مستمرة. وبالتالي، اُسْتُخْدِمَت نيران مضادة لبطاريات المدفعية بناءً على بيانات رادار اكتساب الهدف. أُجْرِيَت مهام استطلاع F-14
التكتيكية المحمولة جواً (TARPS) لأول مرة في 7 سبتمبر. في 8 سبتمبر، تم استخدام نيران البحرية من المدمرات البحرية لأول مرة للدفاع عن مشاة البحرية الأمريكية.
في 25 سبتمبر، تم وقف إطلاق النار في نفس اليوم وأعيد فتح مطار بيروت الدولي بعد خمسة أيام. في 1 تشرين الأول، أعلن وليد جنبلاط عن إدارة حكومية منفصلة للشوف ودعا إلى انشقاق جماعي لجميع العناصر الدرزية عن الجيش اللبناني. ومع ذلك، في 14 أكتوبر / تشرين الأول، اتفق قادة الفصائل الرئيسية في لبنان على إجراء محادثات مصالحة في جنيف بسويسرا. ورغم استمرار وقف إطلاق النار رسمياً في منتصف أكتوبر / تشرين الأول، اشتدت الاشتباكات بين الفصائل وأصبحت هجمات القناصة على وحدات القوة المتعددة الجنسيات شائعة. في 19 أكتوبر، أصيب أربعة من مشاة البحرية عندما تعرضت قافلة أمريكية لهجوم بسيارة مفخخة عن بعد كانت متوقفة على طول طريق القافلة.

## التفجيرات: الأحد 23 أكتوبر 1983
حوالي الساعة 06:22، توجّهت شاحنة مرسيدس بنز ذات قاعدة تثبيت صفراء وزنها 19 طناً إلى مطار بيروت الدولي. كانت الكتيبة الأولى من مشاة البحرية الثامنة (BLT)، بقيادة المقدم لاري جيرلاخ، عنصرًا ثانويًا في الفرقة الرابعة والعشرين. لم تكن الشاحنة شاحنة نقل المياه مثل ما كانوا يتوقعون. بدلاً من ذلك، كانت شاحنة مخطوفة تحمل متفجرات. حوّل السائق شاحنته إلى طريق يؤدي إلى المجمع. قاد سيارته إلى ساحة انتظار السيارات ودور حولها، ثم سارع إلى الاصطدام عبر حاجز ارتفاعه 5 أقدام من الأسلاك الشائكة التي تفصل موقف السيارات عن المبنى. انفجر السلك «مثل شخص يمشي على أغصان.»  مرّت الشاحنة بعد ذلك بين موقعي حراسة ومن خلال بوابة مركبة مفتوحة في السياج المحيط بسياج مشبك، وتحطمت من خلال كوخ حراسة أمام المبنى وتحطمت في بهو المبنى الذي كان بمثابة ثكنة للكتيبة الأولى من مشاة البحرية الثامنة. (BLT). كان الحراس عند البوابة يعملون وفقًا لقواعد الاشتباك التي جعلت من الصعب جدًا الاستجابة بسرعة للشاحنة. في يوم التفجير، أُمر الحراس بإبقاء مخزن محشو في سلاحهم، مزلاج مُغلق، وسلاح في الوضع الآمن، وممنوع الرصاصات في حجر السلاح. كان حارس واحد فقط، إيدي ديفرانكو، قادرًا على تسديد الرصاص. ومع ذلك، بحلول ذلك الوقت كانت الشاحنة قد اصطدمت بالفعل بمدخل المبنى.
قام المفجر الانتحاري، وهو مواطن إيراني يُدعى إسماعيل عسكاري،  بتفجير متفجراته، والتي قُدرت فيما بعد أنها تعادل حوالي 9525 كيلوغرامًا (21000 باوند) من مادة تي إن تي. أدت قوة الانفجار إلى انهيار المبنى المكون من أربعة طوابق وتحويله إلى أنقاض، مما أدى إلى مقتل 241 جنديًا أمريكيًا. وفقًا لإريك هاميل في تاريخه لقوة الإنزال البحرية الأمريكية،
 أدت قوة الانفجار في البداية إلى رفع الهيكل المكون من أربعة طوابق بالكامل، مما أدى إلى قص قواعد أعمدة الدعم الخرسانية، التي يبلغ محيط كل منها خمسة عشر قدمًا ومدعومة بالعديد من قضبان الصلب التي يبلغ قطرها واحد وثلاثة أرباع بوصة. ثم سقط المبنى المحمول جواً على نفسه. تم إلقاء موجة صدمة وكرة من الغاز المشتعل في جميع الاتجاهات.
كانت آلية التفجير عبارة عن جهاز معزز بالغاز يتكون من البيوتان المضغوط في عبوات مستخدمة مع رباعي نترات خماسي الإريثريتول (PETN) لإنشاء مادة متفجرة من الوقود والهواء. ووضعت القنبلة على طبقة من الخرسانة مغطاة بقطعة من الرخام لتوجيه الانفجار نحو الأعلى. على الرغم من الافتقار إلى التطور والتوافر الواسع للأجزاء المكونة له، يمكن للجهاز المعزز بالغاز أن يكون سلاحًا فتاكًا. كانت هذه الأجهزة مشابهة للأسلحة التي تعمل بالوقود والهواء أو الأسلحة الحرارية، مما يفسر الانفجار الكبير والأضرار. توصل تحقيق جنائي أجراه مكتب التحقيقات الفيدرالي (FBI) إلى أن القنبلة كانت قوية جدًا لدرجة أنها ربما كانت ستدمر المبنى حتى لو تمكن الحراس من إيقاف الشاحنة بين البوابة والمبنى.
بعد أقل من عشر دقائق، وقع هجوم مماثل على ثكنات السرية الفرنسية الثالثة التابعة لفوج المظلات الأول، 6 كيلومتر في منطقة الرملة البيضاء في بيروت الغربية. وبينما كان الانتحاري يقود شاحنته الصغيرة باتجاه مبنى «دراكار»، بدأ المظليون الفرنسيون بإطلاق النار على الشاحنة وسائقها. ويعتقد أن السائق قُتل وشُلّت الشاحنة وتدحرجت لتتوقف على بعد حوالي خمسة عشر ياردة من المبنى. مرت لحظات قليلة قبل أن تنفجر الشاحنة، مما أدى إلى تدمير المبنى المكون من تسعة طوابق ومقتل 58 مظليًا فرنسيًا. يُعتقد أن هذه القنبلة تم تفجيرها عن طريق التحكم عن بعد، وعلى الرغم من أنها صنعت بشكل مشابه، إلا أنها كانت أصغر من تلك المستخدمة ضد مشاة البحرية في مطار بيروت الدولي وأقل من نصفها بقليل. كان العديد من المظليين قد تجمعوا على شرفاتهم قبل لحظات ليروا ما كان يحدث في المطار. كانت هذه أسوأ خسارة عسكرية لفرنسا منذ نهاية الحرب الجزائرية عام 1962.

## عمليات الإنقاذ والانتشال: من 23 إلى 28 أكتوبر 1983

### الولايات المتحدة
بدأت جهود الإنقاذ المنظمة على الفور - في غضون ثلاث دقائق من التفجير - واستمرت لعدة أيام. لم يوفر مأوى لأفراد صيانة الوحدة في مبنى BLT، وقاموا بتجميع قضبان النقب والمصابيح والرافعات وغيرها من المعدات من مركبات الوحدة ومحلات الصيانة وبدأوا عمليات الإنقاذ. في غضون ذلك، بدأ المهندسون القتاليون وسائقو الشاحنات في استخدام أصولهم العضوية، مثل الشاحنات والمعدات الهندسية، للمساعدة في عمليات الإنقاذ. أنشأ الطاقم الطبي للوحدة العسكرية الموحدة 24 وطبيب الأسنان في البحرية جيل بيجليو وجيم واير محطتي مساعدة لفرز وعلاج المصابين. إخلاء طبي كانت طائرات الهليكوبتر سي إتش-64 سي نايت من سرب المروحيات البحرية المتوسطة (HMM-162) ‏، في الجو بحلول الساعة 6:45 صباحًا. ذهب الطاقم الطبي للبحرية الأمريكية من السفن القريبة من الأسطول السادس الأمريكي إلى الشاطئ للمساعدة في العلاج والإجلاء الطبي للجرحى،  كما فعل البحارة ومشاة البحرية على متن السفن الذين تطوعوا للمساعدة في جهود الإنقاذ. وفرت القوات اللبنانية والإيطالية والبريطانية وحتى الفرنسية، الإسناد.
انضم العديد من المدنيين اللبنانيين طواعية إلى جهود الإنقاذ. كان من أهمهم خصوصًا مقاول البناء اللبناني، رفيق الحريري من شركة Oger-Liban، الذي قدّم معدات البناء الثقيلة، على سبيل المثال، رافعة 40 طن P & H، وما إلى ذلك، من مواقع العمل القريبة من مطار بيروت الدولي. أثبتت معدات البناء الخاصة بالحريري أنها ضرورية بشكل حيوي في رفع وإزالة الألواح الثقيلة من الركام الخرساني في موقع الثكنات تمامًا كما كانت ضرورية للمساعدة في إزالة الحطام بعد هجوم السفارة الأمريكية في أبريل.
بينما تم إعاقة رجال الإنقاذ في بعض الأحيان بنيران القناصة المعادية ونيران المدفعية، تم سحب العديد من الناجين من مشاة البحرية من تحت الأنقاض في موقع قنبلة BLT 1/8 ونقلهم جوًا بطائرة هليكوبتر إلى سفينة USS Iwo Jima، في البحر. ونقلت الطائرات الطبية التابعة للبحرية الأمريكية والقوات الجوية الأمريكية وسلاح الجو الملكي المصابين بجروح خطيرة إلى المستشفى في قاعدة لسلاح الجو الملكي في أكروتيري، في قبرص، والمستشفيات الأمريكية والألمانية في ألمانيا الغربية. عدد قليل من الناجين، بما في ذلك كولونيل. جيرلاش، إلى مستوصف القوات المتعددة الجنسيات الإيطالي وإلى المستشفيات اللبنانية في بيروت. تم رفض عروض إسرائيل لإيصال الجرحى إلى المستشفيات في إسرائيل باعتبارها غير مقبولة سياسيًا على الرغم من أن المستشفيات الإسرائيلية كانت معروفة بتقديم رعاية ممتازة وكانت أقرب إلى حدٍّ كبير من المستشفيات في ألمانيا.
في حوالي ظهر يوم الأحد 23 أكتوبر / تشرين الأول، تم انتشال آخر ناجٍ من تحت الأنقاض. كان داني ج. ويلير. ونجا رجال آخرون بعد يوم الأحد، لكنهم فارقوا الحياة متأثرين بجراحهم قبل أن يتم انتشالهم من تحت الأنقاض. وبحلول يوم الأربعاء، تم انتشال غالبية الجثث وأجزاء الجثث من الثكنات المنكوبة، وانتهت جهود التعافي يوم الجمعة. بعد خمسة أيام، جاء مكتب التحقيقات الفيدرالي للتحقيق، وعاد مشاة البحرية إلى مهامهم الطبيعية.

### فرنسا
تسبب الانفجار الذي استهدف الثكنات الفرنسية في اقتلاع المبنى بالكامل من أساساته، ودفعه لمسافة تقارب 6 أمتار (20 قدمًا) نحو الغرب، مما أدى إلى تحطم نوافذ معظم الشقق المجاورة. عمل المظليون الفرنسيون بوجوه يعلوها الحزن جنبًا إلى جنب مع فرق الدفاع المدني اللبناني طوال الليل في محاولة لإنقاذ المحاصرين تحت أنقاض الثكنات المنهارة مستخدمين الجرافات وإنارة الأضواء الكاشفة. كانت الطوابق الثمانية المصنوعة من الأسمنت بسماكة 90 سنتيمترًا (3 أقدام) قد انهارت فوق بعضها البعض، مما جعل عمليات الإنقاذ معقدة. ومع ذلك، استمرت الجهود للوصول إلى الناجين الذين كانوا لا يزالون يُسمعون وهم يصرخون طلبًا للمساعدة، حيث تم ضخ الأكسجين بانتظام بين الركام لضمان بقائهم على قيد الحياة.

## الضحايا
أدت التفجيرات إلى وقوع 346 ضحية، حيث لقي 234 شخصًا (68%) حتفهم على الفور، وكانت معظم الوفيات ناجمة عن إصابات في الرأس والصدر بالإضافة إلى الحروق.
في 26 أكتوبر 1983، نشرت صحيفة نيويورك تايمز قائمة بأسماء الضحايا الذين تم التعرف عليهم، بينما أصدرت وزارة الدفاع قائمة أخرى بأسماء الناجين. ومع ذلك، تسببت الأخطاء في تحديد الهويات في إعادة طباعة المعلومات، ما أدى إلى إبلاغ بعض العائلات بمعلومات غير صحيحة عن أحبائهم.
دُفن واحد وعشرون من أفراد قوات حفظ السلام الأمريكيين الذين قضوا في التفجير في القسم 59 من مقبرة أرلينغتون الوطنية، بالقرب من نصب تذكاري مخصص لجميع الضحايا.

## الرد الأمريكي والفرنسي
وصف الرئيس الأمريكي رونالد ريغان الهجوم بأنه «عمل حقير»  وتعهد بالإبقاء على قوة عسكرية في لبنان. قال وزير الدفاع الأمريكي كاسبار واينبرغر، الذي نصح الإدارة خصوصًا بعدم تمركز مشاة البحرية الأمريكية في لبنان،  أنه لن يكون هناك تغيير في سياسة الولايات المتحدة تجاه لبنان. قام الرئيس الفرنسي فرانسوا ميتران وشخصيات فرنسية أخرى بزيارة مواقع القنابل الفرنسية والأمريكية لتقديم تعازيهم الشخصية يوم الاثنين 24 أكتوبر 1983. لم تكن زيارة رسمية، ومكث الرئيس ميتران بضع ساعات فقط، لكنه أعلن «سنبقى». خلال زيارته، زار الرئيس ميتران عشرات التوابيت الأمريكية ووضع علامة الصليب كعلامة على احترامه لكل من سقطوا من جنود حفظ السلام. وصل نائب الرئيس الأمريكي جورج بوش الأب وقام بجولة في الثكنة المدمرة يوم الأربعاء 26 أكتوبر 1983. وقام نائب الرئيس بوش بجولة في الموقع وقال إن الولايات المتحدة «لن يرضخها الإرهابيون». كما زار نائب الرئيس بوش أفرادًا أمريكيين مصابين على متن حاملة الطائرات يو إس إس آيو جيما (LPH-2)، وأخذ وقتًا للقاء قادة وحدات القوة المتعددة الجنسيات الأخرى (الفرنسية والإيطالية والبريطانية) المنتشرة في بيروت.
ردا على الهجمات، شنت فرنسا غارة جوية في وادي البقاع ضد مواقع مزعومة للحرس الثوري الإسلامي (IRGC). جمع الرئيس ريغان فريقه للأمن القومي وخطط لاستهداف ثكنة الشيخ عبد الله في بعلبك بلبنان، والتي كان يؤوي الحرس الثوري الإسلامي الإيراني (IRGC) الذي يعتقد أنه يقوم بتدريب مقاتلي حزب الله. كما وافق ريجان وميتران على هجوم جوي أمريكي فرنسي مشترك على المعسكر الذي تم التخطيط للقصف فيه. ضغط وزير الدفاع الأمريكي واينبرغر بنجاح ضد المهمة، لأنه في ذلك الوقت لم يكن من المؤكد أن إيران كانت وراء الهجوم.
تم نقل بعض مشاة البحرية الأمريكية في بيروت إلى سفن نقل في عرض البحر حيث لا يمكن استهدافهم؛ ومع ذلك، سيكونون جاهزين ومتاحين للعمل كقوة رد فعل جاهزة في بيروت إذا لزم الأمر. للحماية من القناصة وهجمات المدفعية، بنى المارينز المتبقون في المطار، وانتقلوا إلى، المخابئ في الأرض باستخدام حاويات متنقلة «المخصصة» للكتلة السوفيتية.
طلب الكولونيل جيراغتي وتلقي تعزيزات لتعويض خسائر وحدته. BLT 2/6، كتيبة الإنذار الجوي التابعة للفرقة البحرية الثانية المتمركزة في معسكر ليجون، نورث كارولينا، ويقودها العقيد. تم إرسال إدوين كيلي جونيور ونقله جواً إلى بيروت بواسطة أربع طائرات سي -141 في أقل من 36 ساعة بعد التفجير. المقدم. استبدل كيلي رسميًا قائد BLT 1/8 المصاب بجروح خطيرة، اللفتنانت كولونيل. لاري جيرلاخ. تم نقل المقر الرئيسي وشركة الخدمات وشركة الأسلحة BLT 2/6 بالكامل إلى بيروت، جنبًا إلى جنب مع الشركة E (المعزز). المقدم. أعاد كيلي بهدوء تصميم وحدته، BLT 2/6، كـ BLT 1/8 للمساعدة في تعزيز الروح المعنوية للناجين من BLT 1/8. تم نقل مقر BLT إلى منطقة مكب النفايات غرب المطار، وتم تغيير موقع الشركة A (Reinforced) من موقع مكتبة الجامعة لتكون بمثابة احتياطي قوة هبوط، على متن مجموعة الشحن البرمائية الجاهزة. في 18 تشرين الثاني (نوفمبر) 1983، انتقلت الوحدة MAU الثانية والعشرون إلى بيروت واستقرت في مكانها الرابع والعشرين MAU. 24th MAU مع اللفتنانت كولونيل. عاد كيلي قائد BLT 1/8 إلى معسكر ليجون، نورث كارولاينا، عن طريق البحر للتدريب والتجديد.
في نهاية المطاف، أصبح من الواضح أن الولايات المتحدة لن تشن أي هجوم انتقامي جاد وفوري على قصف ثكنات مشاة البحرية في بيروت بخلاف القصف البحري والغارات الجوية المستخدمة لاعتراض نيران المضايقة المستمرة من مواقع الصواريخ والمدفعية الدرزية والسورية. فشلت الضربة الانتقامية الحقيقية في أن تتحقق بسبب حدوث خلاف في مستشار البيت الأبيض (إلى حدٍّ كبير بين جورج بي شولتز من وزارة الخارجية ووينبرغر من وزارة الدفاع) ولأن الأدلة الموجودة التي تشير إلى تورط إيران كانت ظرفية في ذلك الوقت : الجهاد الإسلامي، الذي اشتهر بالهجوم، كان جبهة لحزب الله كان يعمل كوكيل لإيران. وبالتالي، منح إيران إمكانية الإنكار المعقول. كان وزير الخارجية شولتز من المدافعين عن الانتقام، لكن وزير الدفاع كاسبار واينبرغر كان ضد الانتقام. وزير الدفاع واينبرغر، في <i id="mwAe8">مقابلة مع فرونت لاين</i> في سبتمبر 2001، أعاد التأكيد على هذا الخلاف في محامي البيت الأبيض عندما زعم أن الولايات المتحدة لا تزال تفتقر إلى "المعرفة الفعلية بمن قام بتفجير" ثكنات المارينز ".
وصلت سفينة نيو جيرسي الحربية واستولت على محطة قبالة بيروت في 25 سبتمبر 1983. وكان فريق الممثل الخاص في الشرق الأوسط روبرت ماكفارلين قد طلب سفينة نيوجيرسي بعد هجوم 29 أغسطس بقذائف الهاون الدرزي الذي أسفر عن مقتل اثنين من مشاة البحرية. بعد تفجير 23 أكتوبر / تشرين الأول، في 28 نوفمبر / تشرين الثاني، أعلنت الحكومة الأمريكية أن نيوجيرسي ستبقى متمركزة قبالة بيروت على الرغم من تبديل طاقمها. لم تنضم سفينة نيوجيرسي أخيرًا إلى المعركة حتى 14 ديسمبر وأطلقت 11 قذيفة من بنادقها مقاس 16 بوصة على أهداف معادية بالقرب من بيروت. «كانت هذه هي المرة الأولى التي يتم فيها إطلاق قذائف 16 بوصة للتأثير في أي مكان في العالم منذ أن أنهت سفينة نيوجيرسي وقتها في فيتنام عام 1969.»  أيضا في ديسمبر 1983، ضربت الطائرات الأمريكية من سفينتي جون إف كينيدي والاستقلال أهدافًا سورية في لبنان، لكن ذلك كان ظاهريًا ردًا على الهجمات الصاروخية السورية على الطائرات الحربية الأمريكية.
في غضون ذلك، عزز الهجوم مكانة ونمو منظمة حزب الله الشيعية. ونفى حزب الله رسمياً أي تورط له في الهجمات، لكن العديد من اللبنانيين اعتبرهم متورطين مع ذلك، حيث أشاد بـ «الشهيدين المجاهدين» الذين «شرعوا في إلحاق هزيمة تامة بالإدارة الأمريكية، لم تشهدها منذ حرب فيتنام». وينظر الكثيرون إلى حزب الله على أنه «رأس الحربة في النضال الإسلامي المقدس ضد الاحتلال الأجنبي».
أوصى تقرير عام 1983 الصادر عن لجنة الدفاع الأمريكية بشأن الهجوم بأن يقوم مجلس الأمن القومي بالتحقيق والبحث في طرق بديلة للوصول إلى «الأهداف الأمريكية في لبنان» لأنه «مع تباطؤ التقدم نحو الحلول الدبلوماسية»، يستمر أمن قاعدة القوات الأمريكية المتعددة الجنسيات. إلى «التدهور». كما أوصت اللجنة بإجراء مراجعة لتطوير نطاق أوسع من «الاستجابات العسكرية والسياسية والدبلوماسية المناسبة للإرهاب». احتاج الاستعداد العسكري إلى تحسين في تطوير «العقيدة والتخطيط والتنظيم وهيكل القوة والتعليم والتدريب» لمكافحة الإرهاب بشكل أفضل، في حين أن قاعدة القوات الأمريكية المتعددة الجنسيات «لم تكن مستعدة» للتعامل مع التهديد الإرهابي في ذلك الوقت بسبب «الافتقار إلى التدريب والعاملين والتنظيم والدعم» خصيصًا للدفاع ضد«التهديدات الإرهابية».
وطالب زعيم حركة أمل نبيه بري، الذي سبق له دعم جهود الوساطة الأمريكية، الولايات المتحدة وفرنسا بمغادرة لبنان واتهم البلدين بالسعي لارتكاب «مجازر» بحق اللبنانيين وخلق «مناخ من العنصرية» ضد الشيعة. اتصلت الجهاد الإسلامي بتهديدات جديدة ضد القوة متعددة الجنسيات متعهدة أن «الأرض سترتجف» ما لم تنسحب القوة متعددة الجنسيات بحلول رأس السنة الجديدة 1984.
في 7 فبراير 1984، أمر الرئيس ريغان قوات المارينز بالبدء في الانسحاب من لبنان إلى حدّ كبير بسبب تراجع دعم الكونجرس للمهمة بعد الهجمات على الثكنات. تم الانتهاء من سحب الوحدة 22 يوم من مطار بيروت الدولي في الساعة 12:37 ظهرًا في 26 فبراير 1984. وأضاف أن "القتال بين الجيش اللبناني والمليشيات الدرزية في جبال الشوف القريبة شكّل خلفية صاخبة لإجلاء مشاة البحرية. وعلّق أحد الضباط قائلاً: "وقف إطلاق النار هذا يرتفع".
في 8 فبراير 1984، أطلقت حاملة الطائرات الأمريكية نيو جيرسي ما يقرب من 300 قذيفة على مواقع درزية وسورية في سهل البقاع شرق بيروت. كان هذا أعنف قصف للشاطئ منذ الحرب الكورية. كان على السفينة الحربية، التي أطلقت دون رصد جوي، الاعتماد على استخبارات الهدف الإسرائيلي. «في فترة تسع ساعات، أطلقت سفينة نيوجيرسي 288 طلقة مقاس 16 بوصة، كل واحدة تزن بقدر ما تزن فولكس فاجن بيتل. في تلك الساعات التسع، استهلكت السفينة 40 بالمائة من ذخيرة 16 بوصة المتوفرة في المسرح الأوروبي بأكمله... [و] في دفعة واحدة من الإفراط البائس،» بدا أن نيوجيرسي تطلق العنان لمدة ثمانية عشر شهرًا من الغضب المكبوت.
«لا يزال الكثير من اللبنانيين يتذكرون اسم» فولكسفاغن الطائرة «، الاسم الذي يطلق على القذائف الضخمة التي أصابت الشوف». بالإضافة إلى تدمير مواقع المدفعية والصواريخ السورية والدرزية، سقط ما يقرب من 30 من هذه المقذوفات العملاقة على موقع قيادة سوري، مما أسفر عن مقتل القائد العام السوري في لبنان إلى جانب العديد من كبار ضباطه. غاب عن بعض قذائف نيو جيرسي ' أهدافها المرجوة وقتل غير المقاتلين، ومعظمهم من الشيعة والدروز.
بعد قيادة الولايات المتحدة، تم سحب بقية القوة متعددة الجنسيات، البريطانيون والفرنسيون والإيطاليون، بحلول نهاية فبراير 1984. بقيت الوحدة الوحدة العسكرية الموحدة د22 المحمولة على متن السفن متمركزة في الخارج بالقرب من بيروت بينما ظلت قوة رد فعل جاهزة قوامها 100 فرد متمركزة على الشاطئ بالقرب من السفارة الأمريكية / البريطانية. تم استبدال الوحدة العسكرية الموحدة 22د من قبل الوحدة العسكرية الموحدة 24 في 10 أبريل 1984. في 21 نيسان، تم إبطال قوة الرد الجاهز في بيروت وأعيد تكليف رجالها بسفنهم. في أواخر يوليو 1984، تم سحب آخر مشاة البحرية من الوحدة العسكرية الموحدة 24، حرس السفارة الأمريكية / البريطانية، من بيروت.
على الرغم من أن انسحاب قوات حفظ السلام الأمريكية والفرنسية من لبنان بعد التفجيرات قد تم الاستشهاد به على نطاق واسع كدليل على فعالية الإرهاب، يلاحظ ماكس أبرامز أن التفجيرات استهدفت العسكريين وبالتالي لا تتماشى مع المحاولات المقبولة على نطاق واسع لتعريف الإرهاب، التي تؤكد على العنف المتعمد ضد المدنيين. تنازع دراسة أجريت عام 2019 أن التفجيرات كانت الدافع وراء انسحاب القوات الأمريكية، بحجة أن انهيار الجيش الوطني اللبناني في شباط (فبراير) 1984 كان العامل الأساسي وراء الانسحاب.

## ما بعد الحادثة

### البحث عن الجناة
وقت التفجير، أعلنت جماعة مغمورة تسمى «الجهاد الإسلامي» مسؤوليتها عن الهجوم. كان هناك الكثير في حكومة الولايات المتحدة، مثل نائب الرئيس بوش، ووزير الخارجية جورج شولتز، ومستشار الأمن القومي روبرت ماكفرلين (الذي كان سابقًا مبعوث ريغان للشرق الأوسط)، ممن اعتقدوا أن إيران و / أو سوريا كانتا مسؤولة عن التفجيرات. بعد بضع سنوات من التحقيق، تعتقد الحكومة الأمريكية الآن أن عناصر مما سيصبح في نهاية المطاف حزب الله، بدعم من إيران وسوريا، كانوا مسؤولين عن هذه التفجيرات  فضلاً عن قصف السفارة الأمريكية في بيروت في وقت سابق. أبريل. ويعتقد أن حزب الله استخدم اسم «الجهاد الإسلامي» ليبقى مجهولاً. أعلن حزب الله في النهاية عن وجوده عام 1985. هذا بينما، بحسب وزير دفاع الرئيس ريغان، كاسبار واينبرغر، «ما زلنا نفتقد المعرفة الفعلية لمن قام بتفجير ثكنات المارينز في مطار بيروت، ونحن بالتأكيد لم نقم بذلك». يذكر واينبرغر أن عدم اليقين بشأن سوريا أو تورط إيران هو السبب في عدم اتخاذ أمريكا أي إجراءات انتقامية ضد تلك الدول. وواصل حزب الله وإيران وسوريا نفي أي تورط في أي من التفجيرات. أقامت مجموعة إيرانية نصبًا تذكاريًا في مقبرة بطهران لإحياء ذكرى تفجيرات عام 1983 و «شهدائها» عام 2004. الكاتبة اللبنانية هالة جابر تزعم أن إيران وسوريا ساعدتا في تنظيم التفجير الذي قام به لبنانيان شيعيان هما عماد مغنية ومصطفى بدر الدين:
تولى عماد مغنية ومصطفى بدر الدين مسؤولية العملية المدعومة من سوريا وإيران. كان مغنية رجل أمن مدربًا تدريباً عالياً مع القوة 17 التابعة لمنظمة التحرير الفلسطينية... كانت مهمتهم جمع معلومات وتفاصيل عن السفارة الأمريكية ووضع خطة تضمن أقصى قدر من التأثير ولا تترك أي أثر للجاني. وعقدت اجتماعات في السفارة الإيرانية بدمشق. وعادة ما كان يترأسها السفير حجة الإسلام علي أكبر محتشمي، الذي لعب دورًا أساسيًا في تأسيس حزب الله. بالتشاور مع العديد من كبار ضباط المخابرات السورية، تم وضع الخطة النهائية موضع التنفيذ. تم تجهيز السيارة والمتفجرات في سهل البقاع الخاضع للسيطرة السورية.
بعد عامين من التفجير، أدانت هيئة محلفين أمريكية سرا عماد مغنية بارتكاب أنشطة إرهابية. لم يُقبض على مغنية قط، لكنه قُتل في انفجار سيارة مفخخة في سوريا في 12 فبراير / شباط 2008.
ويقول المعلقون إن عدم استجابة الأمريكيين شجّع المنظمات الإرهابية على القيام بمزيد من الهجمات ضد أهداف أمريكية. إلى جانب تفجير السفارة الأمريكية، أدى تفجير الثكنات إلى إصدار تقرير إنمان، وهو مراجعة لأمن المنشآت الأمريكية في الخارج لصالح وزارة الخارجية الأمريكية.

### انتقام مزعوم
في 8 مارس 1985، هزّ انفجار شاحنة مفخخة العاصمة اللبنانية بيروت، ما أسفر عن مقتل أكثر من 80 شخصًا وإصابة أكثر من 200 آخرين. وقع الانفجار بالقرب من مجمع سكني يضم الشيخ محمد حسين فضل الله، رجل الدين الشيعي الذي كان يُعتبر على نطاق واسع القائد الروحي لحزب الله. ورغم أن الولايات المتحدة لم تنفذ أي رد عسكري مباشر على تفجير ثكنات بيروت، فإن تفجير عام 1985 نُسب إليها من قبل فضل الله وأنصاره. فقد علّق الشيخ فضل الله قائلاً: "لقد أرسلوا لي رسالة وقد وصلتني"، بينما وُضعت لافتة ضخمة على أحد المباني المدمرة كُتب عليها: "صنع في الولايات المتحدة الأمريكية". كما أشار الصحفي روبرت فيسك إلى أن عملاء وكالة المخابرات المركزية هم من زرعوا القنبلة، مستندًا إلى مقال نشرته صحيفة واشنطن بوست.
من جانبها، نقلت الصحفية روبن رايت عن واشنطن بوست ونيويورك تايمز أن وكالة المخابرات المركزية أفادت بأن "أفرادًا من الاستخبارات اللبنانية وأطرافًا أجنبية أخرى خضعوا لتدريب من قبلها"، لكنها أكدت في الوقت نفسه: "هذه لم تكن عمليتنا، ولم تكن شيئًا خططنا له أو كنا على علم به". وبحسب رايت، فإن "مسؤولين أمريكيين منزعجين لاحقًا ألغوا عملية التدريب السرية" في لبنان.

### الدروس المستفادة
بعد وقت قصير من تفجير الثكنات، شكّل الرئيس رونالد ريغان لجنة عسكرية لتقصي الحقائق، برئاسة الأميرال المتقاعد روبرت ل. ج. لونغ، للتحقيق في الحادث. وخلص تقرير اللجنة إلى أن كبار القادة العسكريين يتحملون مسؤولية الثغرات الأمنية، محمّلاً التسلسل القيادي العسكري جزءًا كبيرًا من اللوم في الكارثة. وأشار التقرير إلى أنه كان بالإمكان تقليل عدد الضحايا بشكل كبير لو كان الحراس مزودين بأسلحة محشوة بالذخيرة، ولو وُضع حاجز أقوى من الأسلاك الشائكة التي تمكن المهاجم من اختراقها بسهولة. كما لفتت اللجنة إلى أن "الرأي السائد" بين القادة الأمريكيين آنذاك هو وجود علاقة مباشرة بين قصف البحرية الأمريكية للمسلمين في سوق الغرب والهجوم الانتحاري بالشاحنة المفخخة.
في أعقاب التفجير، ومع إدراك مدى قدرة المتمردين على استخدام شاحنات أو مركبات عادية لنقل أسلحة ذات قوة تدميرية هائلة، أصبحت الحواجز الوقائية (الأعمدة الأمنية) عنصرًا شائعًا حول المنشآت الحكومية الحساسة في الولايات المتحدة وأماكن أخرى، لا سيما في المواقع المدنية الغربية بالخارج.
وفي مقالة نُشرت عام 2009 في مجلة فورين بوليسي تحت عنوان درس لم يُتعلم، جرى التأكيد على أن التدخل العسكري الأمريكي في الحرب الأهلية اللبنانية إما قُلل من شأنه أو تم تجاهله في السرد التاريخي الشعبي، مما حال دون الاستفادة من العبر المستخلصة منه، وهو ما انعكس في التدخلات العسكرية اللاحقة للولايات المتحدة في مناطق أخرى من العالم.

### دعوى مدنية ضد إيران
في 3 أكتوبر و28 ديسمبر 2001، رفعت عائلات 241 من عناصر قوات حفظ السلام الأمريكية الذين قُتلوا، إلى جانب عدد من الناجين المصابين، دعاوى مدنية ضد جمهورية إيران الإسلامية ووزارة المعلومات والأمن في المحكمة الجزئية الأمريكية لمقاطعة كولومبيا. طالبت العائلات والناجون، من خلال شكاواهم المنفصلة، بإصدار حكم يحمل إيران مسؤولية الهجوم، بالإضافة إلى تعويضات تعويضية وعقابية عن الوفاة غير المشروعة، فضلاً عن مطالبات القانون العام المتعلقة بالاعتداء، والهجوم، والتسبب المتعمد في الضيق العاطفي الناتج عن عمل إرهابي ترعاه الدولة.
تم إخطار إيران، بصفتها المدعى عليها بالدعويين المرفوعتين، إحداهما من ديبورا د. بيترسون، الممثلة الشخصية لتركة جيمس سي. نيبل وآخرين، والأخرى من جوزيف وماري بولوس، الممثلين الشخصيين لتركة جيفري جوزيف بولوس، وذلك في 6 مايو و17 يوليو 2002. وعلى الرغم من أن إيران أنكرت مسؤوليتها عن الهجوم، إلا أنها لم تقدم أي رد رسمي على مطالبات العائلات. ونتيجة لذلك، أصدر القاضي رويس لامبرث [الإنجليزية]، في 18 ديسمبر 2002، أحكامًا غيابية ضد المدعى عليهم في كلتا القضيتين.
في 30 مايو 2003، أصدر القاضي رويس لامبرث حكمًا يحمل إيران مسؤولية قانونية عن تقديم الدعم المالي واللوجستي لحزب الله، مما مكنه من تنفيذ الهجوم. وخلص إلى أن المحكمة تتمتع بولاية قضائية على المدعى عليهم بموجب قانون الحصانات السيادية الأجنبية، وأن حزب الله تأسس برعاية الحكومة الإيرانية وكان يعتمد عليها بالكامل في عام 1983، كما أكد أن الهجوم نُفذ بالتعاون مع عملاء وزارة المعلومات والأمن الإيرانية.
وفي 7 سبتمبر 2007، حكم لامبرث بمنح المدعين تعويضات بلغت 2,656,944,877 دولارًا. وتم توزيع المبلغ بين الضحايا، حيث حصل لاري جيرلاخ، الذي أصيب بشلل نصفي نتيجة لكسر في رقبته خلال الهجوم، على أعلى تعويض بلغ 12 مليون دولار.
اكتشف محامو عائلات الضحايا أدلة جديدة، من بينها رسالة اعترضتها وكالة الأمن القومي الأمريكية، أُرسلت من مقر الاستخبارات الإيرانية في طهران إلى السفير الإيراني في دمشق حجة الإسلام علي أكبر محتشمي. وبحسب ما لخصه القاضي لامبرث، فقد "وجهت الرسالة السفير الإيراني للتواصل مع حسين موسوي، زعيم جماعة أمل الإسلامية المسلحة، وحثه على 'اتخاذ إجراء مثير ضد مشاة البحرية الأمريكية'."
كانت حركة أمل الإسلامية، بقيادة حسين الموسوي، فصيلاً منشقًا عن حركة أمل وأحد المكونات المبكرة لحزب الله. وفقًا للباحث محمد صحيمي، فقد اختلف كبار المسؤولين الأمريكيين في تفسيرهم للرسالة التي اعترضتها وكالة الأمن القومي، مما حال دون إصدار أمر بشن هجوم انتقامي ضد إيران.
في يوليو 2012، أصدر القاضي الفيدرالي رويس لامبرث حكمًا يُلزم إيران بدفع أكثر من 813 مليون دولار كتعويضات وفوائد لعائلات 241 من أفراد قوات حفظ السلام الأمريكية الذين قُتلوا. وأشار في قراره إلى ضرورة معاقبة طهران "إلى أقصى حد يسمح به القانون"، مؤكدًا أن "إيران تراكم فاتورة كبيرة بسبب رعايتها للإرهاب." وفي أبريل 2016، أصدرت المحكمة العليا الأمريكية حكمًا يسمح باستخدام الأصول المجمدة للبنك المركزي الإيراني في الولايات المتحدة لدفع التعويضات لعائلات الضحايا.

### نظرية مؤامرة الموساد
اتهم العميل السابق في الموساد فيكتور أوستروفسكي في كتابه By Way of Deception (1990)، الموساد بأنه كان على علم بالتوقيت والموقع الدقيقين للتفجير، لكنه لم يقدم للأمريكيين سوى معلومات عامة عن الهجوم، وهي معلومات لم تكن ذات قيمة. ووفقًا لأوستروفسكي، قرر حينها رئيس الموساد نحوم أدموني عدم مشاركة التفاصيل الدقيقة مع الأمريكيين، بحجة أن مسؤولية الموساد هي حماية مصالح إسرائيل وليس الأمريكيين. من جانبه، نفى أدموني امتلاكه أي معرفة مسبقة بالهجوم.
أما بيني موريس، فقد كتب في مراجعته لكتاب أوستروفسكي أن الأخير "لم يكن سوى ضابط مبتدئ قبل أن يتم فصله؛ ومعظم وقته القصير في الوكالة قضاه كمتدرب"، مضيفًا أن بسبب مبدأ الفصل بين الأقسام "لم يكن لديه، ولم يكن بإمكانه امتلاك معرفة واسعة بعمليات الموساد الجارية في ذلك الوقت، ناهيك عن تاريخه العملياتي". كما وصف موريس الادعاء المتعلق بالثكنات بأنه "غريب"، واعتبره مثالًا على إحدى "القصص الملفقة" التي أوردها أوستروفسكي.

## النصب التذكارية والذكرى
تم إنشاء نصب تذكاري لبيروت في قاعدة مشاة البحرية في معسكر ليجون، وقد اُستُخدم كموقع لذكرى ضحايا الهجوم. كما تم إنشاء غرفة تذكارية في بيروت في USO في جاكسونفيل بولاية نورث كارولينا. 
يضم مركز الكهنة التابع للقوات المسلحة، وهو موقع تدريب فيلق الكهنة للجيش الأمريكي والبحرية والقوات الجوية في فورت جاكسون، كولومبيا، ساوث كارولينا، اللافتة المدمرة جزئيًا من كنيسة ثكنات بيروت كنصب تذكاري لأولئك الذين لقوا حتفهم في هجوم. وبحسب الحاخام أرنولد ريسنكوف، أحد قساوسة البحرية الذين حضروا الهجوم، «في وسط الأنقاض، وجدنا لوح الخشب الرقائقي الذي صنعناه لـ» مصلى حفظ السلام «. كان ختم فيلق القسيس مرسومًا يدويًا، وفوقه عبارة» حفظ السلام«، و» مصلى«تحته. أصبح الآن» حفظ السلام«مقروءًا، لكن الجزء السفلي من اللوحة تم تدميره، ولم يتبق سوى عدد قليل من قطع الخشب المحترقة والمتشظية. فكرة السلام - أعلاه ؛ واقع الحرب - أدناه.»
أقيمت نصب تذكارية أخرى لضحايا تفجير ثكنة بيروت في مواقع مختلفة داخل الولايات المتحدة، بما في ذلك واحدة في بنس لاندينغ في فيلادلفيا، بنسلفانيا، بوسطن ما. وواحد في فلوريدا. بالإضافة إلى ذلك، تم زرع أرز لبناني في مقبرة أرلينغتون الوطنية بالقرب من قبور بعض ضحايا الهجوم، في ذاكرتهم. كُتب على لوحة في الأرض أمام الشجرة، كُرست في احتفال في الذكرى الأولى للهجوم: «لندع السلام يتجذر: تنمو شجرة أرز لبنان هذه في الذاكرة الحية للأمريكيين الذين قتلوا في هجوم بيروت الإرهابي وكل ضحايا الإرهاب حول العالم». كشف المتحف الوطني لسلاح مشاة البحرية، في كوانتيكو بولاية فرجينيا، عن معرض في عام 2008 لإحياء ذكرى الهجوم وضحاياه.
يوجد نصب تذكاري للهجوم خارج الولايات المتحدة، حيث نسقت جيلا غيرزون، مديرة حيفا، إسرائيل USO أثناء وقت الهجوم إنشاء حديقة تذكارية تضمنت 241 شجرة زيتون، واحدة لكل فرد من أفراد الجيش الأمريكي. الذي مات في الهجوم. تؤدي الأشجار إلى ممر علوي على جبل الكرمل باتجاه بيروت.
هناك أيضًا جهد مستمر من جانب قدامى المحاربين في بيروت وأفراد عائلاتهم لإقناع دائرة البريد الأمريكية ولجنة طوابع المواطنين الاستشارية بإنشاء طابع ختم تخليداً لذكرى ضحايا الهجوم، لكن التوصية لم تتم الموافقة عليها بعد. في غضون ذلك، قام قدامى المحاربين في بيروت بإنشاء طابع بائع خاص "PC Postage" تم إنتاجه تجاريًا لتمثال بيروت التذكاري (مع أو بدون عبارة «لقد جاءوا بسلام») تمت الموافقة عليه لاستخدامه كطابع بريد من قبل خدمة البريد الأمريكية.

## روابط خارجية
- يقرأ الرئيس ريغان رواية القس أرنولد ريسنكوف المباشرة عن القصف: نسخة نصية ؛ نسخة الفيديو ؛ نص التقرير الأصلي[وصلة مكسورة]، (بالإنجليزية)
- تكريم شركة المظلات الفرنسية الثالثة
- الحرب الأهلية اللبنانية معلومات كاملة نسخة محفوظة 15 نوفمبر 2006 على موقع واي باك مشين.(بالإنجليزية)
- 241. (بالإنجليزية)SaveTheSoldiers.com تكريم فخري للجنود الذين ماتوا
- الحرب الأهلية اللبنانية 1983 مملوء بالصور والمعلومات نسخة محفوظة 16 مايو 2008 على موقع واي باك مشين.(بالإنجليزية)
- جون هـ. كيلي : لبنان 1982-1984 - يتضمن مذكرات رونالد ريغان: "لقد أمرت باستخدام سلاح البحرية. "- 11 سبتمبر 1983(بالإنجليزية)
- تقرير عن القصف(بالإنجليزية)
- صور ما بعد(بالإنجليزية)
- نصب بيروت التذكاري على الإنترنت(بالإنجليزية)
- BeirutCoin.com - عملة التحدي التذكارية تكريماً لتلك KIA(بالإنجليزية)
- الموقع الرسمي لقدامى المحاربين الأمريكيين في بيروت(بالإنجليزية)
- "وجهة نظر جندي: تذكر أول تفجير انتحاري أمريكي، 20 أكتوبر 2008.(بالإنجليزية)
- يتذكر قسيس: مقابلة موجزة على YouTube مع الحاخام أرنولد ريسنكوف، يتذكر الهجوم وعواقبه.(بالإنجليزية)
- «البحث عن سكن»، الأسبوع اليهودي بواشنطن، 23 أكتوبر 2008. إذا نظرنا إلى الوراء 25 عامًا في دروس التعاون بين الأديان من القصف.(بالإنجليزية)
- تسجيلات نشرات الأخبار العاجلة على راديو سي بي إس(بالإنجليزية)
- عرض ريتشموند تايمز ديسباتش عبر الإنترنت(بالإنجليزية)
- الذكرى الثلاثين لتفجير بيروت نسخة محفوظة 28 سبتمبر 2022 على موقع واي باك مشين.(بالإنجليزية)